# 18e cérémonie des Online Film Critics Society Awards
La 18e cérémonie des Online Film Critics Society Awards (OFCS Awards), décernés par l'Online Film Critics Society a récompensé les films réalisés dans l'année.

## Palmarès

### Meilleur film
- The Grand Budapest Hotel

### Meilleur réalisateur
- Richard Linklater pour Boyhood

### Meilleur acteur
- Ralph Fiennes pour The Grand Budapest Hotel

### Meilleure actrice
- Rosamund Pike pour Gone Girl

### Meilleur acteur dans un second rôle
- Edward Norton pour Birdman

### Meilleure actrice dans un second rôle
- Patricia Arquette pour Boyhood

### Meilleur scénario original
- The Grand Budapest Hotel – Wes Anderson

### Meilleur scénario adapté
- Gone Girl – Gillian Flynn

### Meilleure photographie
- The Grand Budapest Hotel – Robert D. Yeoman

### Meilleur montage
- Birdman – Stephen Mirrione et Douglas Crise

### Meilleur film étranger
- Deux jours, une nuit  Belgique

### Meilleur film d'animation
- La Grande Aventure Lego (The Lego Movie)
  - Les Nouveaux Héros (Big Hero 6)

### Meilleur film documentaire
- Life Itself